# Niedergasse 65 (Stolberg)

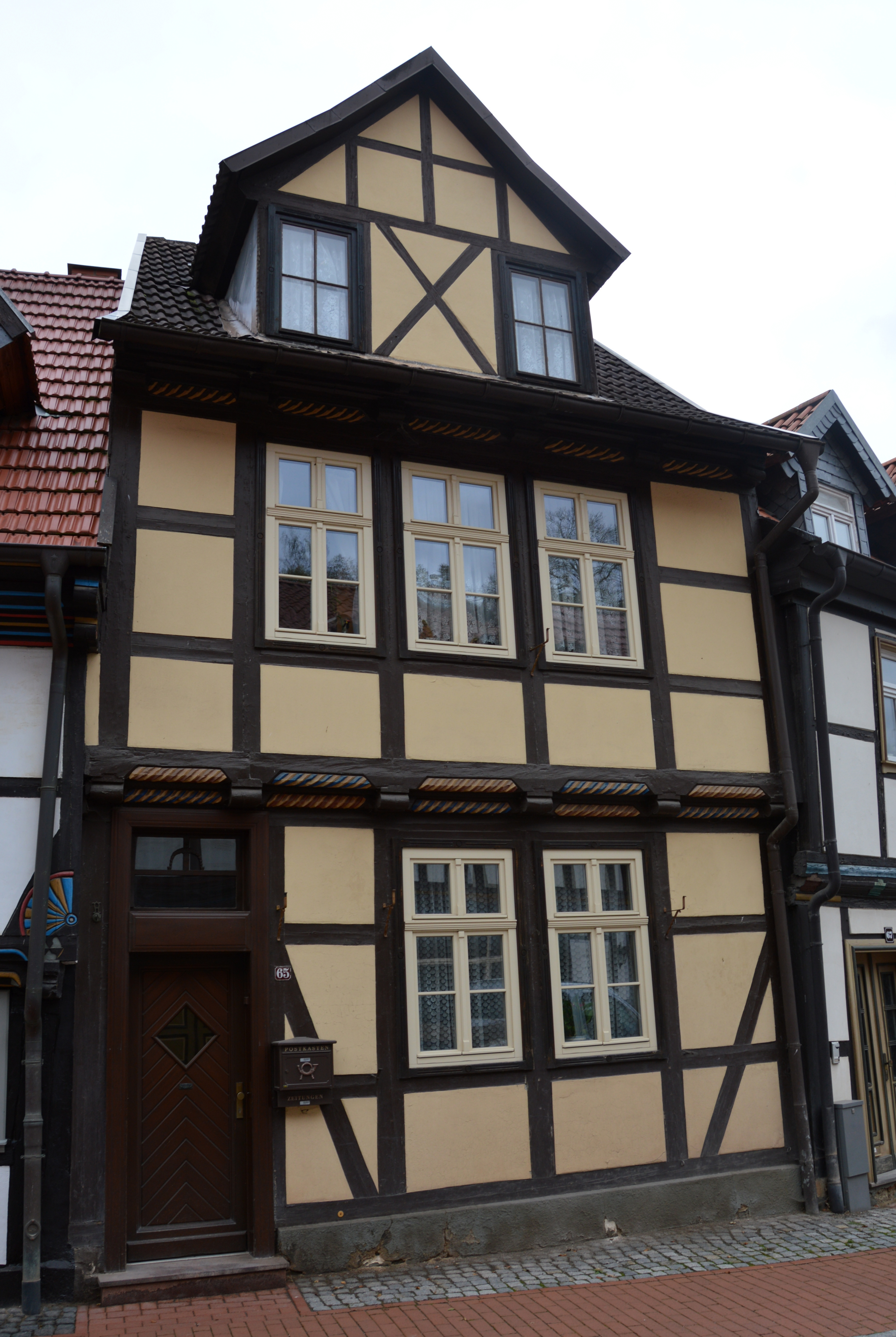
Haus Niedergasse 65

Das Haus Niedergasse 65 ist ein denkmalgeschütztes Wohnhaus in Stolberg (Harz) in der Gemeinde Südharz in Sachsen-Anhalt.

## Lage
Es befindet sich im mittleren Teil der Niedergasse auf ihrer östlichen Seite in der Altstadt von Stolberg. Unmittelbar nördlich grenzt das gleichfalls denkmalgeschützte Haus Niedergasse 63, südlich die Niedergasse 67 an.

## Architektur und Geschichte
Das zweigeschossige Fachwerkhaus stammt aus dem späten 16. Jahrhundert. Das Fachwerk ist noch im Stil der Spätgotik ausgeführt und weist die für das Ende des 16. Jahrhunderts typische Vereinfachung der Formensprache auf. Sowohl an der Stockschwelle als auch an der Traufe des Baus finden sich kräftige Taustäbe. 
Im örtlichen Denkmalverzeichnis ist das Wohnhaus seit dem 30. August 2000 unter der Erfassungsnummer 094 30258 als Baudenkmal verzeichnet. Der Wohnhaus gilt als kulturell-künstlerisch, architektonisch sowie städtebaulich bedeutsam und stilgeschichtlich bemerkenswert.